# JPモルガン・チェース
JPモルガン・チェース（英語: JPMorgan Chase & Co.）は、アメリカ合衆国ニューヨーク州に本社を置く銀行持株会社。商業銀行であるJPモルガン・チェース銀行（JPMorgan Chase Bank, N.A.）や、投資銀行であるJPモルガン (英語版)（J.P. Morgan & Co.）を子会社として有する。JPモルガン・チェース銀行は米国外を含む商業銀行業務を、JPモルガンは米国外を含む投資銀行業務を分担している。ヘッジファンド部門は米国最大で、340億ドルを管理している。

## 概説

### 合併と公的資金
2000年にケミカル（チェース・マンハッタン）とJPモルガン・アンド・カンパニー（JPM）との経営統合で誕生した。その後、アラバマ州で地方債を発行し手数料を稼いだ。賄賂が多方面に支払われていたので事件化した。JPモルガン・チェースは、自治体の財政にとって危険な債務債券化協定を結んでいた。
2002年、メリルリンチやシティグループ同様、エンロンの財務状態を知っていたことが報じられた。
2004年、当時米国6位の商業銀行バンク・ワンを買収。2006年4月7日、法人信託部門をバンク・オブ・ニューヨーク (BNY)へ譲渡し、代わりにBNYのリテール部門を取得した。さらに、2007年以降の世界金融危機で経営状態の悪化した銀行を買収し規模を拡大した。2008年5月に当時米国5位の投資銀行ベアー・スターンズを買収。このベアー・スターンズがリビア投資庁（Libyan Investment Authority）へ2億ドルを貸し付け、600万ドル以上の賄賂をカダフィ政権に供与して2007年7月に融資を成約させたという。この疑いでリビア投資庁は2018年9月にJPモルガン・チェースを訴えた。ソジェンも同ファンドに賄賂で損失を与えた事件で罰金を課されている。2008年9月JPモルガン・チェースは当時米国最大の貯蓄貸付組合 ワシントン・ミューチュアルを買収。2008年10月13日　アメリカ財務省長官、連邦準備理事会議長、通貨監督局、連邦預金保険公社、ニューヨーク連邦準備銀行に不良債権救済プログラム（TARP）実施について同意を求められた。
2007年の金融危機以降、連邦準備制度のベイルアウトを受けていた。2009年3月、JPモルガンの組んだ合法的インサイダー取引スキームをウィキリークスが公開した。

### アメリカ最大の銀行
投資銀行部門であるJPモルガンは、2006年3月に東京支店が、TOPIX先物の約定指数を操作したことに対して業務停止処分を受けた。また、JPモルガンは同年4月1日設立の年金積立金管理運用独立行政法人から委託されて、2014年10月現在まで日本株式のアクティブ運用を行っている。JPモルガンは投資銀行業務のグローバル総合リーグテーブルにおき、2009～2012年の4年連続でゴールドマン・サックスやモルガン・スタンレー等を上回り、首位であった。2013年、JPモルガンは電力価格操作により、アメリカ合衆国エネルギー省から4.1億ドルの制裁金を課された。この価格操作はスマートメーター普及中のカリフォルニアで行われた。親会社の前身であるJPモルガン・アンド・カンパニーは、戦間期にトーマス・エジソンと電力事業を寡占していた。この独占体はゴールドマンの投信ピラミッドに連結して世界恐慌を大衆化させた。
2011年10月にバンク・オブ・アメリカを抜き、アメリカ最大の資産を擁する銀行となった。それまでグループ企業だけでなく自社の資本調達にまでミューチュアル・ファンドを活用していたものとみられる。同年、アメリカン・センチュリーがJPMファンド販売の役割を全うしたのでCIBCに41％買収され、そのうちおよそ10億ドル分が野村証券に転売された。
2013年12月4日、JPモルガン・チェースはカルテルを使ったLIBOR等不正操作により欧州委員会から制裁金を課された。
2014年1月、バーナード・L・マドフ受刑者による巨額詐欺事件に関し、米当局などに約26億ドルを支払うことに合意した。銀行秘密取引の報告等に関する法律（Bank Secrecy Act of 1970）による不審取引報告を怠った疑い。検察官は、受刑者の犯行には過去にないほど十分な兆しがあったにもかかわらず、同行は見逃したと主張している。
同年11月、ルクセンブルク・リークスで租税回避が発覚した。

### ビッグビジネス
2015年3月、先の電力価格操作は親会社のJPモルガン・チェースに対するクラスアクションにまで発展していることが報じられた。9月15日、ブロックチェーン開発コンソーシアムR3CEV LLC を発足させた。
2016年11月、ドナルド・トランプの顧問らがジェームズ・ダイモンを財務長官に推挙する一方、JPモルガン・チェースは中国での事業獲得のために政府高官の親族採用で便宜を図ったとされる問題で、2億6400万ドルの制裁金を支払うことで当局と合意した。採用の事実そのものはこれまで数回報道されている。また、制裁金は連邦準備制度にも支払われる。
JPモルガンの中国進出は今に始まったことではない。1915年にフランク・ヴァンダーリップがAmerican International Corporation を創設した。資本金は5千万ドル。AIC はビジネスを目的に中露・南米へ資金と銀行と役人を送り出した。JPモルガンはAIC 三代目の副会長ウィラード・ストレート（Willard Dickerman Straight）を働かせてイギリスを懐柔した。AIC 子会社のSiems-Carey Company は、中国政府から京広線武昌～長沙間の敷設を認可された。AIC は日本興業銀行と協力関係にあるといわれたが、それらしく1917年三井物産と京杭大運河プロジェクトに合意した。三井物産はゼネラル・エレクトリック、アメリカン・ロコモティブ、バキューム・オイル、Swift & Company の総代理人であった。
2017年1月、ブラックロックの資産1兆ドル超を保管・管理するカストディアン業務契約を結んだ。JPモルガン・チェースは約2年かけてブラックロックの資産をステート・ストリートから移す。
同年12月21日、1MDBの資金を流出させ同ファンドを破綻させた巨額取引のあつかいにおいて、JPモルガン・チェース・スイスが資金洗浄防止規則に反した事実をスイス当局（FINMA）が見つけた。ロスチャイルド、クーツ商会（現ナットウエスト・グループ傘下）、UBS、クレディ・スイスに続く摘発であった。重大な違反とされたにもかかわらず、罰金その他の制裁は一切なかった。銀行団の摘発は続いているが、当局は最後の対象について行名を明らかにしなかった。
2018年3月、ユーロクリアから100億ユーロのリビア凍結資産が消失した事実をベルギー当局が見つけた。

## 歴史

### ケミカル
1823年に創業されたニューヨーク・ケミカル・マニュファクチャリング（The New York Chemical Manufacturing Company）は化学工業会社であったが、翌1824年4月に金融業務へ参入、子会社としてケミカル・バンク・オブ・ニューヨーク（Chemical Bank of New York）が設立された。最初の頭取はバルタザール（Balthazar P. Melick）で、二代目がジョン・メイソン（John Mason）であった。1844年、親会社の営業特許が切れてケミカル・バンクもそのまま清算された。1838年の銀行法に合わせてケミカル・バンクだけが再興されたが、1851年までに会社財産をあらかた売り払って株主に配当した。

#### 来日以前からの決済機関
1853年、ケミカルはニューヨーク手形交換所（New York Clearing House）の設立メンバーとなった。1857年恐慌にあっても銀行券を兌換したので「古金塊」とあだ名された。しかし他行の窮状には冷淡であったので、一時は手形交換所から締め出された。南北戦争の間に預金総額を劇的に増やして、1871年までに600万ドルを超えた。1865年からは国立銀行法（1865年）の営業特許を得ていた。内容は特権的で、他の国立銀行の準備金を預かる立場となったのである（Federal Chemical National Bank of New York）。ケミカルの優位性は1907年恐慌までに失われた。
1929年、ニューヨーク州が国立銀行法よりも高い信託業務割合を認めるというので会社形態を州法銀行に改めた（Chemical Bank and Trust Company）。ケミカルは世界恐慌にあっても預金総額を1941年まで増やしつづけた。1934年アイビー・リーが証言したところによると、彼がIG・ファルベンインドゥストリーのマックス（Max Ilgner）からもらった最初の年金給付45000ドルは、IGケミー名義でケミカルの投資信託（New York Trust Company）へ預託されていた。
1945年10月ごろ、日本が貿易するのに使われる外貨中心の対外決済資金をアメリカ陸軍省がケミカルに預託した。この決済資金は後にSCAPへ移管され、手続が1951年8月末には完了した。SCAP勘定の預金口座は次の各行（いずれも東京支店）へ開設された。すなわちニューヨーク・ナショナル・シティー、バンカメ、チェース・ナショナル、香港上海銀行、チャータード、和蘭銀行、蘭印商業銀行である。このうちバンカメとチェース・ナショナルを除く5行の財産は日銀の管理下にあったが、1951年12月24日までにすべて返還された。ケミカルはロビー団体のアメリカ対日協議会と関係していた。

#### アナコンダ救済とリースコ事件
1954年、コーン・エクスチェンジ・バンク（Corn Exchange Bank）を買収した。
1967年、チェース・マンハッタンとモルガン・ギャランティ・トラスト、そしてシティ・バンク・オブ・ニューヨーク（現シティグループ）を伴い、アナコンダ銅鉱山会社に総計8000万ドルを協調融資。
1969年2月、ソウル・スタインバーグ（Saul Steinberg）のリースコ（Leasco Data Processing Equipment Corporation）から敵対的買収を仕掛けられた。リースコはメインバンクがファースト・ボストン（現クレディ・スイス）だった。ケミカルは事前に買収を察知していたばかりか、傘下のミューチュアルファンドがリースコ資本の27％以上を握っていた。プライスウォーターが防衛策を立案し、元イングランド銀行理事のジョージ・ボルトン（George Bolton）がリースコのボイコットを約束した。パワー・コーポレーション（Power Corporation of Canada）のミューチュアルファンド（Putnam Investments）などがリースコの株を一斉に売り払い、買収計画を混乱させた。PCCは後にグループ・ブリュッセル・ランバートの株主となる独占体である。防衛が成功した礼状としての祝電は、AT&T・デュポン・USスティール・シアーズ・IBM等の重鎮へ打たれた。その中にはメロン財閥の牙城ピッツバーグで財を成したヘンリー・ヒルマン（Henry Hillman）がいた。ユダヤ人のソウルは自身がエスタブリッシュメントの一員であると思っていたが、裏切られた。

#### PNCに84支店を売却するまで
1975年にロングアイランドの金融ネットワーク（Security National Bank）を買収した。
1982年にフロリダ・ナショナル銀行（Florida National Bank）を買収した。
1983年時点でニューヨーク連邦準備銀行の会員銀行である。この年に変死した、セデル社のジェラール・ソワソンが残した書類によると、ケミカルはセデルに匿名口座を開くように要求していた。1986年にテキサス商業銀行（Texas Commerce Bank）を買収した。
1991年、マニュファクチャーズ・ハノーヴァー・トラスト（Manufacturers Hanover Trust）を買収した。
1995年、ニュージャージーの84支店をPNC（PNC Financial Services）に売却した。1996年、チェース・マンハッタンを買収したが、新社名には買収先を残した。さらに2000年、チェース・マンハッタンがJPMと経営統合するが、現在もその本社機能はケミカルのものを引き継いでおり、また法定手続上の直接の前身である。

#### チェース・マンハッタン
チェース・マンハッタン・バンク（The Chase Manhattan Bank）は、1955年にバンク・オブ・マンハッタンがチェース・ナショナル・バンクを買収して発足した。1958年クレジットカード『バンカメリカード』が発明された。これと競争するため、1960年チェースマンハッタン銀行が「マスターチャージ」を発明した。1962年に現在のMasterCardにブランド名を変更し、現在に至る。1965年、バンク・ブリュッセル・ランバート（Bank Brussels Lambert）に参加し、ベルギー商業銀行にも49％資本参加した。1970年代から1980年代にかけてはデイヴィッド・ロックフェラーが同行の頭取を務めた。この頃は債券・株式市場、シンジケートローンからクレジットカード、住宅ローンに至るまで、幅広い分野で高い業績を残した名門銀行だった。1981年、チェースの200万ドル誤送金問題に関するチェース・マンハッタン銀行対イスラエル・ブリティッシュ銀行（ロンドン）の裁判事件は不評を受けた。1985年、チェース・マンハッタン信託銀行を設立した（現日本マスタートラスト信託銀行）。1990年代に入ると不動産市場低迷の影響を受けてかつての地位を失い、1996年ケミカルと合併した。
チェース・マンハッタンの前身2行についても書いておこう。バンク・オブ・マンハッタン（マンハッタン銀行）は1799年の創立で、JPMチェースの前身企業中最古の歴史をもつ。かつて水道事業者だったマンハッタン社（The Manhattan Company）を、アーロン・バーが銀行に転換させた。現在のJPMチェースのロゴは前身のチェース・マンハッタンのものであり、そしてさらに前身のバンク・オブ・マンハッタンのものである。とにかくマンハッタン銀行は最古参であるニューヨーク銀行と競争したが、1853年ニューヨーク手形交換所の原加盟銀行となってからは、ライバルとも一定の人的関係をもつようになった。1929年国際引受銀行（International Acceptance Bank）と合併したとき、M・M・ヴァールブルク&COのポール・ワーバーグ（Paul Warburg）が会長となった。
チェース・ナショナル・バンクは1877年の創立で、名前はサーモン・チェイスにちなむ。しかし経営者のジョン・トンプソンとは仕事上の関わりがなかったようである。チェースは1917年、他の国内銀行33行とカナダの一銀行に混ざり、国外進出用ファンドをつくった（American Foreign Banking Corporation）。1923年ロンドンに代理店を出した。1925年、AFBCのハバナとパナマ支店を買収した。1929年チェース証券がアメリカン・エキスプレスの経営権を握った。1930年、チェースはエクイタブル信託（エクイタブル生命子会社）と合併し、多国籍企業となった。エクイタブル信託社長（Winthrop Aldrich）はロックフェラー家と姻戚関係にあり、1934年チェース会長となった。1951年に香港支店を閉じた。毛沢東の監視下でやってはいけなかった。

### JPモルガン
ロン・チャーナウの手による伝記が有名である（『モルガン家』 日本経済新聞社 1993年）。

#### ロスチャイルドの支援
マサチューセッツ州出身のジョージ・ピーボディは、ロンドン在住中にロスチャイルド家から支援を受け、ジョージ・ピーボディ&カンパニーを設立し金融業を始めた。当初は米国債をイギリスの投資家に仲介するのが主な業務だった。このとき共同経営者として迎え入れられたのがジニーアス・スペンサー・モルガンであった。
のちにモルガンが代表を引き継ぎ、社名はJ. S. モルガン&カンパニーとなった。
J・S・モルガンの息子であるジョン・ピアポント・モルガン（J・P・モルガン）は、マーチャント・バンカーであった父の事業を米国内で広げ、1871年にJP モルガンの前身となるドレクセル・モルガン＆カンパニー（Drexel, Morgan & Co.）をフィラデルフィアの銀行家、アンソニー・J・ドレクセルと共同でニューヨークに設立した。ドレクセルの死後、1895年にドレクセル・モルガン＆カンパニーはJ.P. モルガン&カンパニー（J.P. Morgan & Company）となる。JPMはアンドリュー・カーネギーほか米国内の鉄鋼会社を買収し、USスチール社を設立し業界を再編。世界初の時価総額10億ドル企業誕生の仕掛人となった。1895年、米国債を金6200万ドルで引き受け、後の償還ではこれを現金1億ドルに換えて手に入れた。

#### 世界の科学と戦費
J.P. モルガン&カンパニーは、製紙、電気事業にも投資を行いさらに巨大化した（ゼネラル・エレクトリックなど）。1905年ドレスナー銀行をコルレスバンクにした。1914年にウォール街に建設された本部は「モルガン邸」と通称され、金融資本による経済支配の象徴的存在となった。第一次世界大戦中にはイングランド銀行が発行する戦時債券の独占代理人を引き受けた。加えてイギリス・フランスの軍需物資を立て替え払いで調達した（各国累計180億ドルと60億ドル）。関東大震災では、1911年から共同経営者となっていたトーマス・W・ラモントが米国側シ団を組織、借款を承認した。
JPモルガンは1917-1926年の間に総額で120億ドル近くの資金を以下の各国へ貸し出している。オーストリア、キューバ、カナダ、ドイツ、ベルギー、フランス、イギリス、イタリア。オーストリアはクーン・ローブとのつきあい。

#### モルガン・ギャランティ・トラスト
JPMは1928年に初めて米国預託証券を発行、翌年の世界恐慌により打撃を被る。これを受けてグラス・スティーガル法（銀行と証券の兼営を禁止する法律）も制定され、市中銀行になるか投資銀行になるかの選択を余儀なくされた。JPMは恐慌以前に比較的収益の安定していた市中銀行としての道を選び、分離された証券・投資銀行部門はその後モルガン・スタンレー（MS）となった。誤解されがちだが、MSの「モルガン」はジョン・ピアポント・モルガンに由来するものではなく、投資銀行部門の一般社員から昇進したヘンリー・モルガン（ジョン・ピアポント・モルガンの孫）の名前から付けられている。
新生JPMは1940年に法人格を取得。同年の投資会社法でミューチュアル・ファンドが制度化され、厳格な同族経営の必要が薄れた。1959年にはギャランティ・トラスト・カンパニー・オブ・ニューヨークと合併し、ICSDユーロクリアを支配するモルガン・ギャランティ・トラストとなるが、10年後に持株会社を設立し、再び社名がJ.P. モルガン&カンパニーに復帰した。

#### LTCM救済融資まで
パットマン報告書が1960年代半ば金融界の独占を統計資料で明らかにした。JPMは戦後経済に投資家多角化サービス（Investors Diversified Services, IDS）という最大のミューチュアル・ファンド複合体を組み上げていた。それをパットマン報告書は機関化問題として論じた。リチャード・ニクソンは大統領候補であり、IDSの取締役でもあったが、チャールズ・コルソンというファンド・ロビイストの書く手紙に署名までしてやっていた。その数年後にIDSはエクイティ・ファンディング事件を引き起こした。
1980年代を通じてユーロ債市場をリードする。ユーロ債取引の大部分はユーロクリアとクリアストリームで決済された。JPMこそ決済事業に傾斜したが、モルガン・スタンレーとIDSはディーラーであった。1983年7月、モルガン・ギャランティ・トラストが野村証券と日本に共同出資で信託会社をつくることで合意した。この信託会社は「当面」、アメリカの企業年金を対象にした投資顧問業務を行う計画であった。この当時、年金運用は信託銀行と生命保険会社だけが認められていた。公的年金は大蔵省の資産運用部が財政投融資として活用していた。信託銀行、生保、大蔵省は野村＝モルガン連合に反発した。なぜなら、野村は国内企業年金の投資顧問業務上の「投資一任勘定」を認めさせようとしていたからである。抵抗むなしく日米円・ドル委員会が容赦ない圧力をかけて、1985年6月に外資系信託銀行9行の設立を認めさせた。こうして翌1986年末に東京がオフショア市場となったのである。1987年、JPMがブラジルに無利子で13億ドルを融資した。JPMは1990年代半ばまでホールセール・バンクとして活躍した。
1997年、アメリカン・センチュリー（American Century Investments）の45％をJPMが買収した。このアメリカン・センチュリーは当時アメリカで4番目に大きいミューチュアル・ファンド直販会社であったが、以降14年間JPMファンドの手足となってグループの資本を調達した。1998年、ロングターム・キャピタル・マネジメントの救済融資に参加した。1999年成立のグラム・リーチ・ブライリー法により銀証分離が撤廃されると、翌年にチェース・マンハッタンとの経営統合し、再び投資銀行となった。

### バンク・ワン
バンク・ワン（Bank One Corporation）は、1998年にバンク・ワン・オブ・オハイオとファースト・シカゴ（First Chicago Bank）・NDB（National Bank of Detroit）が合併して誕生した。バンク・ワン・オブ・オハイオは、オハイオ州地盤だったシティ・ナショナル・バンク・オブ・コロンバス＝オハイオを中心とした地元銀行の持株会社として設立されたファースト・バンクグループ・オブ・オハイオが前身である。ファースト・バンクグループがバンク・ワンと社名を変更したのに合わせて、傘下の銀行も合併しバンク・ワンとなった。他の州へ業務を拡大し、銀行を買収する際も、常にバンク・ワンの名称を用い続けた。
NBD（デトロイト国法銀行）との合併後は業績が悪化し、祖父の代からバンク・ワンの頭取を務めてきたオーナーのジョン・B・マッコイは退任を余儀なくされた。代わってシティグループから転身したジェミー・ディモンが頭取に就任、改革を進めた上でJPMチェースに自社を売却するとともに、JPMチェースのCEOに就任した。
2003年9月バンク・ワンは、バンカメなどと共謀しミューチュアルファンドを利用した短期取引と時間外取引で不正な利益をあげた疑いで、ニューヨーク司法当局に捜査されているが、別会社の不正取引も次々に摘発された。
十年後、デトロイトは財政破綻した。2009年に破綻していたゼネラルモーターズは、2013年まで公的資金をつなぎ融資として、ヴァンガード、ブラックロック、ステート・ストリート、バークシャー・ハサウェイなどに機関化された。

## 営業拠点

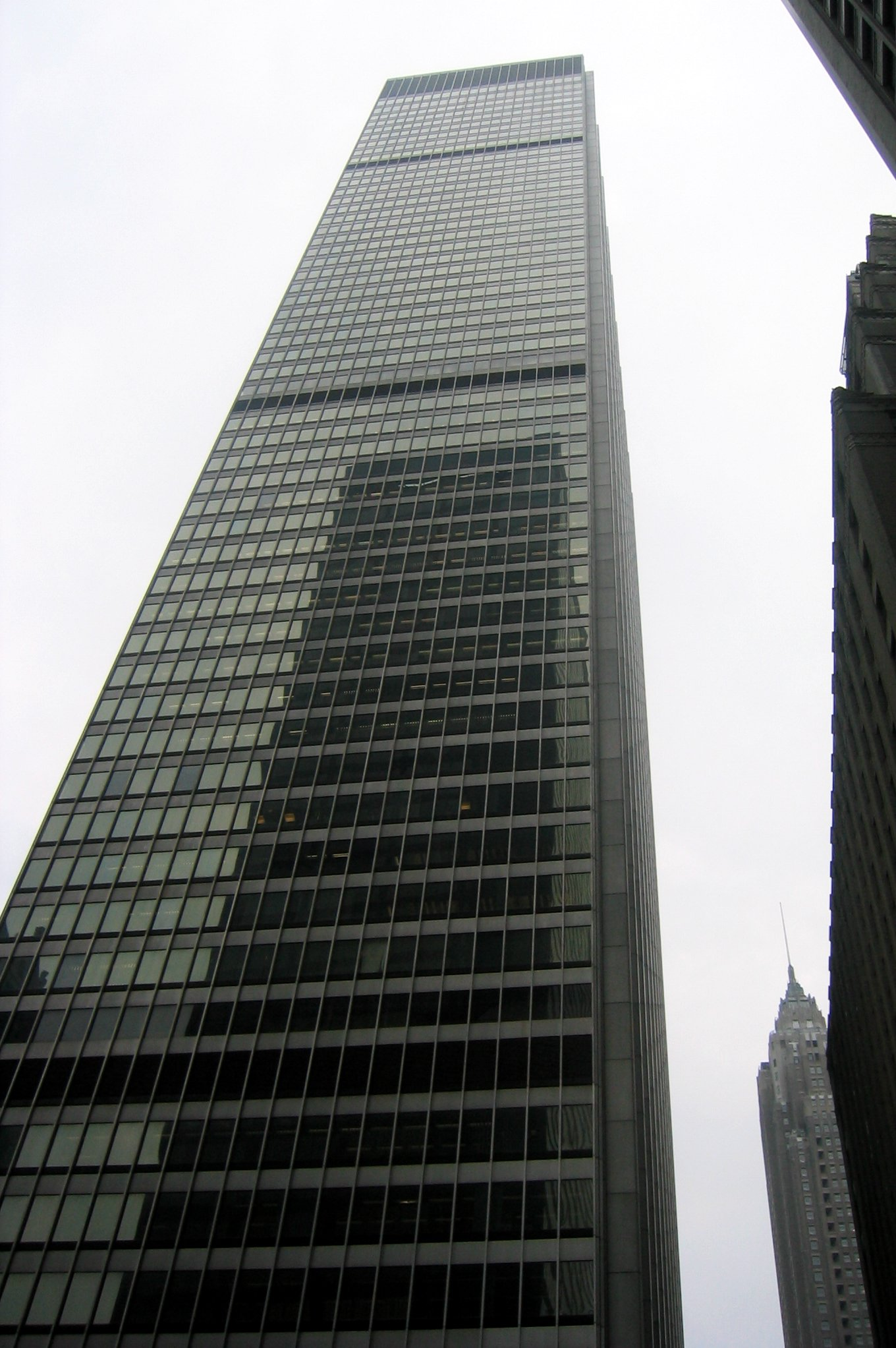
チェース・マンハッタン・プラザ（ニューヨーク）

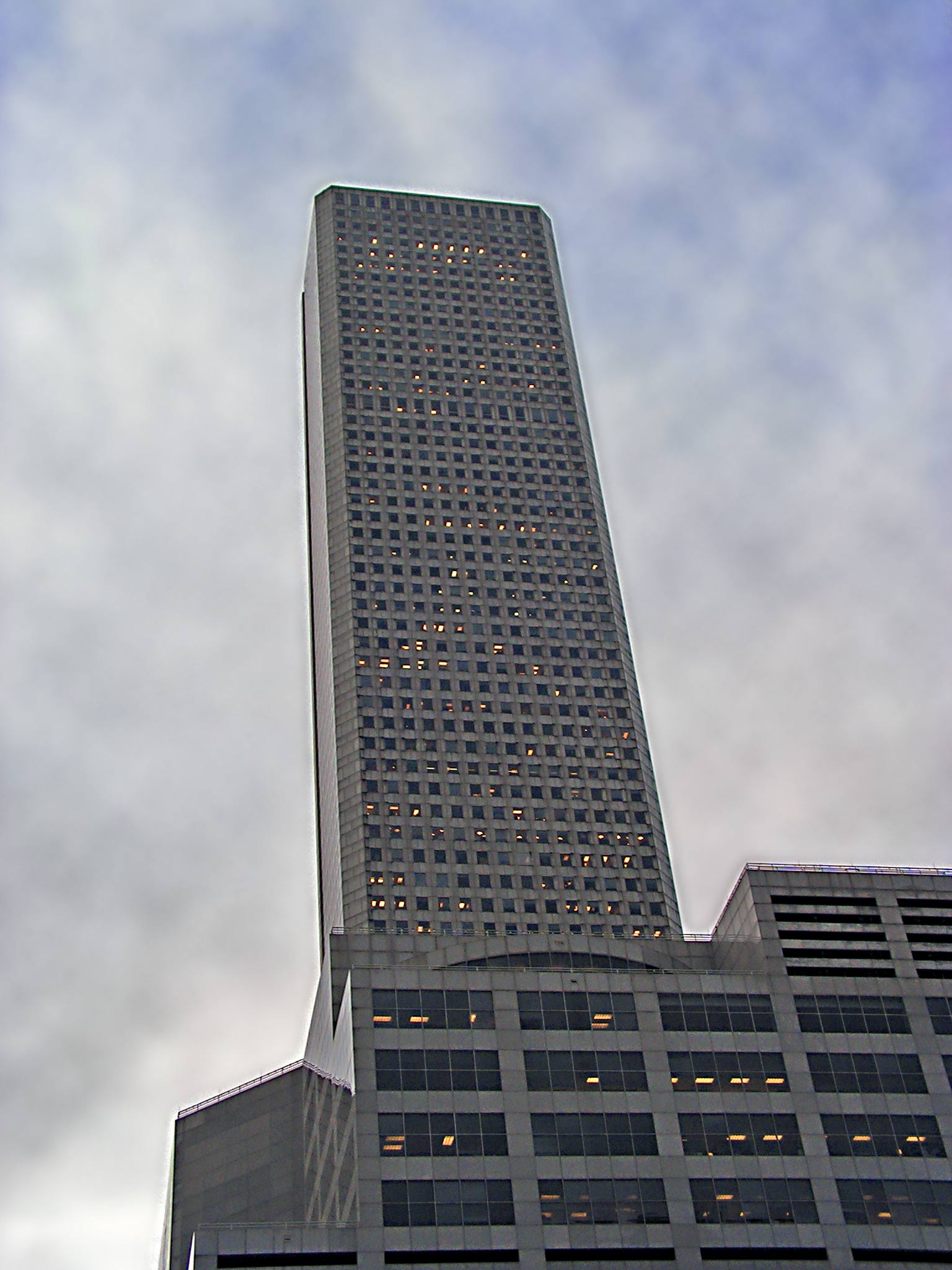
JPモルガン・チェース・タワー（ヒューストン）

JPモルガン・チェース世界60カ国以上に営業拠点を持つ多国籍企業である。
かつてはマンハッタンのダウンタウンにあるチェース・マンハッタン・プラザが本社だったが、現在はパーク街270番地にグループ全体の統括本部を置く。リテール部門のチェースは、2004年に買収したバンク・ワンの本拠地であるシカゴに移っている。クレジットカード部門の本部はウィルミントンにある。テキサス州地盤のテキサス・コマース・バンクを買収した経緯から、同州のヒューストンが南部における総代理店としての役割を担っている。この他主要な支店はフェニックス、コロンバス、フォートワース、インディアナポリスなど。
BBCニュースは、JPMチェースが、ニューヨークのダウンタウンからコネチカット州に移転しないことを確約する助成金を受け取ることで、ニューヨーク市/州と合意したと報じた。アメリカ同時多発テロ事件以降、他の企業も同様の助成金を受け取っていたが、JPモルガン・チェースに対してのそれは最大であった。

## スポンサー
- ナショナルリーグ西部地区に所属するアリゾナ・ダイヤモンドバックスのスポンサーであり、そのホームスタジアムのチェイス・フィールドの命名権を取得している。もとはバンク・ワンによるスポンサー・命名権取得であり、バンク・ワン・ボールパーク（B.O.B.）として親しまれていたが、合併に伴い変更された。
- 米国のプロサッカーリーグ「メジャーリーグサッカー」の公式スポンサー。
- テニスの4大国際大会の1つである「全米オープン」の公式スポンサー。